# Yusuf Barası
Yusuf Barası (Alkmaar, 31 marzo 2003) è un calciatore turco con cittadinanza olandese, attaccante del Kasımpaşa.

## Carriera

### Club
Cresciuto nel settore giovanile dell'AZ Alkmaar, ha esordito in prima squadra il 29 ottobre 2020, in occasione dell'incontro di Europa League vinto 4-1 contro il Rijeka. Il 2 dicembre 2021 ha debuttato anche in Eredivisie, disputando la partita vinta 2-1 contro il Fortuna Sittard. Il 15 dicembre successivo ha segnato la sua prima rete con la maglia dell'AZ nella vittoria per 4-1 contro l'Heracles Almelo in Coppa d'Olanda.

### Nazionale
Ha giocato nelle nazionali giovanili olandesi Under-15, Under-16 ed Under-17 e nella nazionale turca Under-21.

## Statistiche

### Presenze e reti nei club
Statistiche aggiornate al 1º settembre 2022.
| Stagione        | Squadra         | Campionato      | Campionato | Campionato | Coppe nazionali | Coppe nazionali | Coppe nazionali | Coppe continentali | Coppe continentali | Coppe continentali | Altre coppe | Altre coppe | Altre coppe | Totale | Totale |
| Stagione        | Squadra         | Comp            | Pres       | Reti       | Comp            | Pres            | Reti            | Comp               | Pres               | Reti               | Comp        | Pres        | Reti        | Pres   | Reti   |
| --------------- | --------------- | --------------- | ---------- | ---------- | --------------- | --------------- | --------------- | ------------------ | ------------------ | ------------------ | ----------- | ----------- | ----------- | ------ | ------ |
| 2020-2021       | AZ Alkmaar      | ED              | 0          | 0          | CO              | 0               | 0               | UCL+UEL            | 0+1                | -                  |             | -           | -           | 1      | 0      |
| 2021-2022       | AZ Alkmaar      | ED              | 3          | 0          | CO              | 1               | 1               | UECL               | 0                  | 0                  |             | -           | -           | 4      | 1      |
| 2022-2023       | AZ Alkmaar      | ED              | 4          | 0          | CO              | 0               | 0               | UECL               | 4                  | 0                  |             | -           | -           | 8      | 0      |
| Totale carriera | Totale carriera | Totale carriera | 7          | 0          |                 | 1               | 0               |                    | 5                  | 0                  |             | -           | -           | 13     | 0      |